# Parc d'État de Fort Snelling

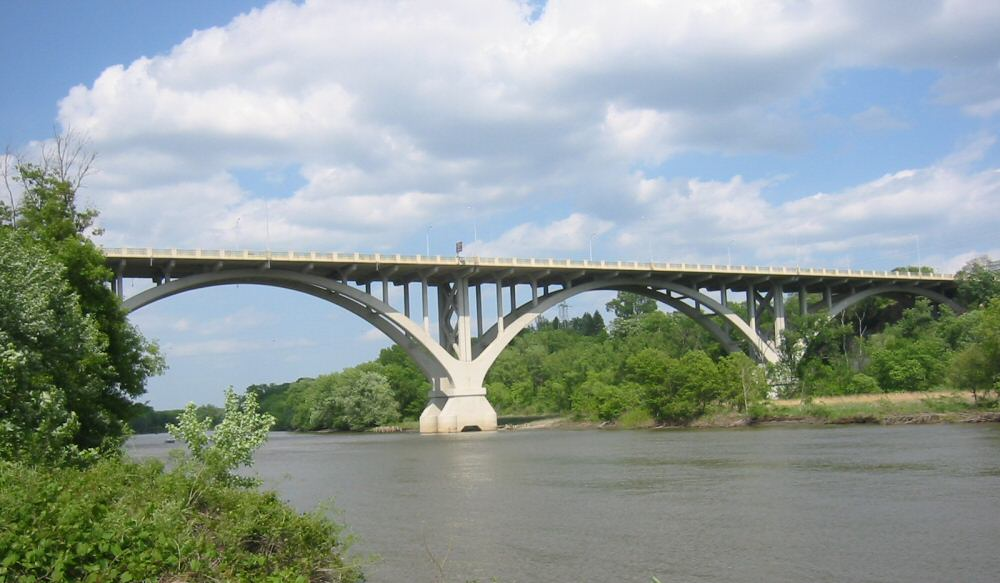
Vue du parc

Le parc d'État de Fort Snelling (en anglais : Fort Snelling State Park) est un site protégé situé dans l'État du Minnesota, à la confluence entre le Mississippi et le Minnesota. Il abrite le Fort Snelling, construit en 1820.  